# Galicia Más
Banco GGAL S.A. operando comercialmente como Galicia Más fue un banco comercial y de servicios financieros argentino que se formó tras la adquisición de HSBC Bank Argentina por parte del Grupo Financiero Galicia. Fue el undécimo banco en importancia de la Argentina, la entidad contó con 100 sucursales, setecientos mil clientes y más de 3.000 empleados.

## Historia

Logo de HSBC Argentina.

El 9 de abril de 2024, el Grupo Financiero Galicia adquirió la filial argentina de HSBC por 550 Millones de dólares. El 13 de septiembre de 2024, El Banco Central aprobó la venta de HSBC Bank Argentina al Grupo Financiero Galicia.
El día 6 de diciembre de 2024, HSBC Argentina se desconectó de la red global de Grupo HSBC y cambió a la marca Galicia Más de manera oficial dejando de existir en Argentina tras 32 años de operaciones ininterrumpidas en el país.  
El cambio de marca de HSBC a Galicia Más se llevó a cabo el 6 de diciembre de 2024 por la medianoche. Con este cambio de marca, se cerró un capítulo en la historia de HSBC en la Argentina, una entidad que, a lo largo de más de tres décadas, dejó una huella significativa en el sistema financiero argentino. 
Dada la confusión que se generó desde un principio, la entidad intento aclarar por todos los medios que Galicia Más y Galicia operaban como dos bancos diferentes, con su propia marca, sucursales, beneficios, canales digitales y de atención, productos y servicios.
Según datos del Banco Central de la República Argentina, a diciembre de 2024, el banco contaba con 1.355.778 cajas de ahorro comunes abiertas, 17.950 cajas de ahorro destinadas a ayuda social, 1.127.591 tarjetas de crédito y 969.993 tarjetas de débito emitidas.

### Cierre y fusión con Banco Galicia

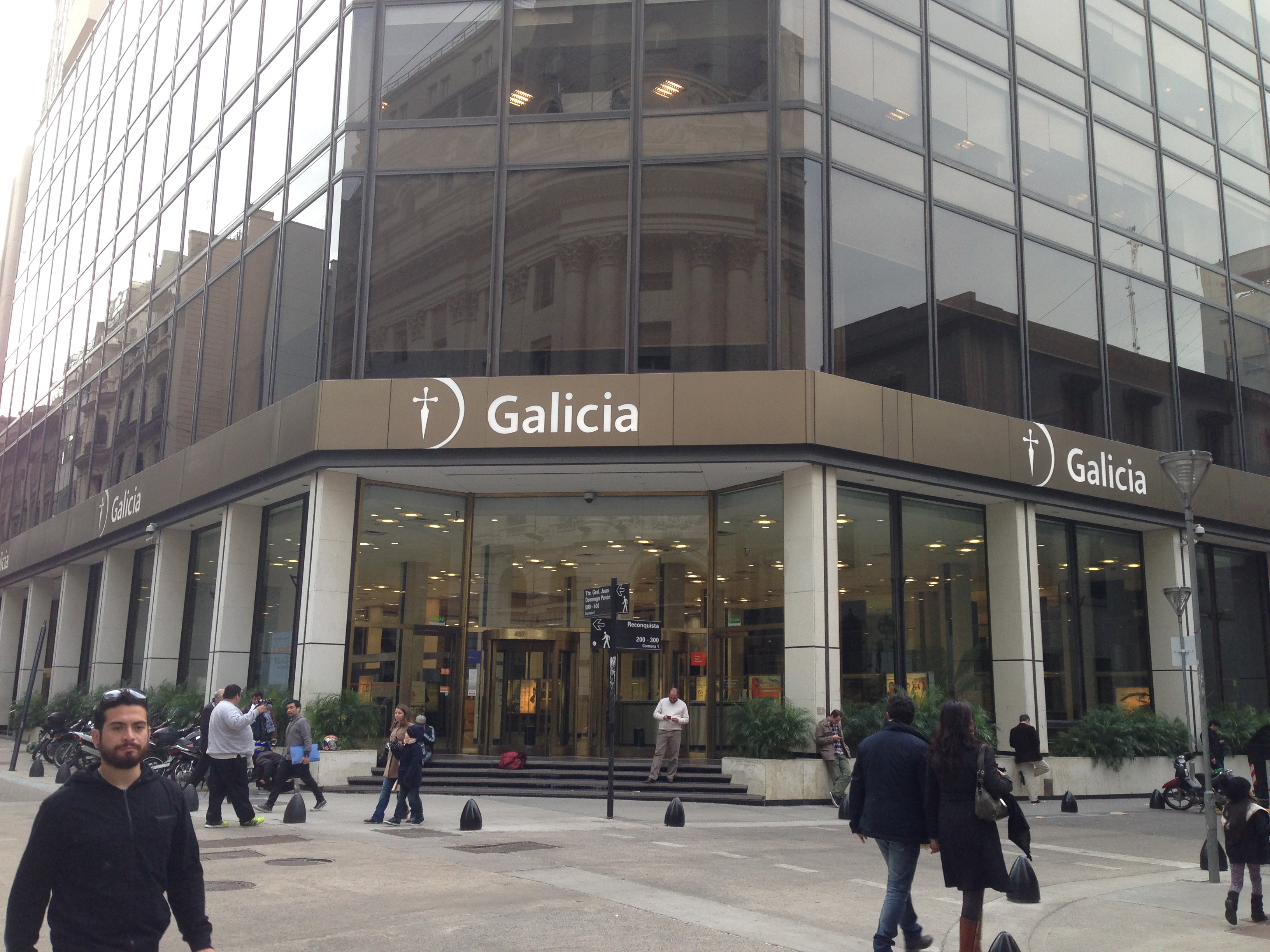
Sucursal de Banco Galicia.

El 5 de junio de 2025, a través de sus redes sociales el banco anunció que el 23 de junio de ese año, Galicia Más pasaría a fusionarse con Galicia como parte de su integración final. Sus empleados y sucursales pasarían a formar parte de Banco Galicia. Con esta fusión se esperaba que el banco sume más de 700.000 clientes, 3.000 empleados y 100 sucursales. En tanto, su compañía de seguros Galicia Más Seguros se fusionaria y pasará a ser Galicia Seguros el 20 de junio de 2025.
El 19 de junio de 2025, a través de sus redes Galicia Más anunció que desde el sábado 21, los clientes podrán comenzar a gestionar sus cuentas exclusivamente desde la aplicación y la banca en línea de Banco Galicia. A las 18:00 horas de ese mismo día se apagaron los canales de contacto de Galicia Más (teléfono y casilla de correo) y tanto la App como Online Banking de este último dejaron de estar disponibles a las 21:00 horas.
Extraoficialmente el proceso de fusión se dio por concluido el sábado 21 de junio de 2025 con el cierre de su banca en línea y sitio web institucional. Para el lunes 23 las cajas de ahorro y el resto de los productos de los clientes de Galicia Más ya podían visualizarse en su totalidad en los sistemas de Banco Galicia.
El 4 de julio de 2025, los letreros de Galicia Más en sus sucursales fueron reemplazados por carteles de Banco Galicia. Eliminando lo último que quedaba de la marca Galicia Más.

## Operaciones
GGAL Holdings S.A. estuvo conformado por Banco GGAL S.A (Galicia Más), GGAL Seguros S.A., GGAL Seguros de Retiro S.A. y GGAL Asset Management S.A. S.G.F.C.I.

## Sucursales
A continuación se presenta una lista de la cantidad de sucursales de la que disponía Galicia Más hasta su cierre en 2025:
| Orden | Provincia                       | Cantidad |
| ----- | ------------------------------- | -------- |
| 1     | Ciudad Autónoma de Buenos Aires | 29       |
| 2     | Provincia de Buenos Aires       | 28       |
| 3     | Santa Fe                        | 4        |
| 4     | Córdoba                         | 6        |
| 5     | Corrientes                      | 1        |
| 6     | Chaco                           | 1        |
| 7     | Chubut                          | 2        |
| 8     | Entre Ríos                      | 1        |
| 9     | Jujuy                           | 1        |
| 10    | Mendoza                         | 5        |
| 11    | Misiones                        | 1        |
| 12    | Neuquén                         | 2        |
| 13    | Río Negro                       | 3        |
| 14    | Salta                           | 1        |
| 15    | San Juan                        | 1        |
| 16    | Santa Cruz                      | 2        |
| 17    | Tucumán                         | 3        |
| 18    | Tierra del Fuego                | 2        |